# Incident at Loch Ness
Incident at Loch Ness es un mocumental de 2004 protagonizado, producido y escrito por Werner Herzog y Zak Penn, aunque también sirvió como el debut como director de este último. La película con un reparto reducido sigue a Herzog y su equipo (Gabriel Beristáin, Russell Williams II) mientras trabajan en la producción de un proyecto cinematográfico sobre el monstruo del lago Ness titulado Enigma of Loch Ness. Incident at Loch Ness ganó el premio New American Cinema Award en el Festival Internacional de Cine de Seattle de 2004.

## Argumento
Después de una toma misteriosa de un cuerpo flotando en el lago Ness (repetida cerca del final), Incidente en el lago Ness regresa al comienzo de un documental llamado Herzog in Wonderland dirigido por John Bailey con una descripción general del trabajo de Herzog mientras él mismo comienza a trabajar. para un documental separado que se llamará Enigma of Loch Ness, en el que explora el mito del monstruo del lago Ness. A lo largo de la película, Herzog afirma que el monstruo del Lago Ness es simplemente una creación de una necesidad psicológica colectiva en la sociedad.
A medida que avanza la película, Herzog organiza una cena para iniciar la producción cinematográfica. Asisten su esposa (Lena Herzog), varias celebridades de Hollywood (los actores Jeff Goldblum, Ricky Jay y Crispin Glover y el editor Pietro Scalia) y el equipo de filmación. Las dificultades comienzan a surgir cuando el productor no experimentado, Zak Penn, intenta transformar la película de Herzog en un éxito de taquilla de gran recaudación. En este intento, Penn comete varios clichés de Hollywood como contratar a una hermosa mujer (Kitana Baker) para un dudoso papel como operador de sonar y a un criptozoólogo delirante (Michael Karnow) para un alivio cómico.
A medida que avanza el tiroteo, la tensión entre Herzog y Penn aumenta con cada revelación de que Penn está actuando de manera clandestina. En primer lugar, resulta bastante evidente que el productor ha encargado el uso de una "Nessie" falsa. Luego se revela que tanto Kitana como Karnow son actores contratados por Penn.
En un giro de los acontecimientos, cuando Herzog y su equipo están trabajando en su película, el equipo comienza a ver lo que realmente parece ser el Monstruo del Lago Ness. Herzog y la tripulación se preocupan cada vez más cuando primero falla el motor del barco y luego el "monstruo" parece estar atacando el barco en una niebla cada vez más profunda. La tripulación se acurruca debajo de la cubierta hasta que el monstruo regresa nuevamente para embestir el barco con tanta fuerza que comienza a hundirse. Karnow es arrojado por la borda durante otro ataque, "Nessie" ahora es claramente visible para la tripulación. Karnow está perdido en la niebla y presumiblemente devorado por el monstruo. Después de que Penn y el subdirector (Robert O'Meara) se escabullen en la balsa salvavidas, Herzog decide ponerse el único traje de neopreno del barco y nadar hasta la orilla en busca de ayuda. Sin embargo, antes de que pueda hacerlo, "Nessie" regresa para finalmente hundir el barco. Mientras sostiene una cámara en una carcasa resistente al agua, Herzog captura imágenes submarinas de una gran criatura que pasa junto a él en el agua turbia y oscura.
Al día siguiente, Penn es encontrado por turistas y los lleva de regreso para recuperar a todos menos a O'Meara y Karnow, quienes se presumen muertos. En este punto, parece que tanto el documental que hemos estado viendo como el documental que estábamos viendo hacer a Herzog podrían ser ficticios. Sin embargo, esto nunca llega a ser completamente obvio y la película termina sin dejar claro exactamente quién está engañando a quién.

## Reparto
- Werner Herzog como él mismo
- Kitana Baker como ella misma
- Gabriel Beristáin como él mismo
- Russell Williams II como él mismo
- David A. Davidson como él mismo
- Michael Karnow como él mismo
- Robert O'Meara como él mismo
- Zak Penn como él mismo
- Steven Gardner como él mismo
- Adrian Shine como él mismo
- John Bailey como la tripulación de Herzog en el país de las maravillas
- Matthew Nicolay como la tripulación de Herzog en el país de las maravillas
- Tanja Koop como la tripulación de Herzog en el país de las maravillas
- Marty Signore como la tripulación de Herzog en el país de las maravillas
- Crispin Glover como invitado a la fiesta
- Jeff Goldblum como invitado a la fiesta
- Lena Herzog como invitada a la fiesta
- Ricky Jay como invitado a la fiesta
- Pietro Scalia como invitado a la fiesta
- Jenno Topping como invitada a la fiesta
- Stephen A. Marinaccio como director de utilería
- Michael Scott-Law como hombre enojado en el bar

## Producción
Toda la película es en realidad un falso documental, una película dentro de una película dentro de una película, inventada por Penn. La artimaña se revela en los huevos de Pascua escondidos en el DVD. Penn escribió lo que él llama un "guión" (en parte guion, en parte tratamiento) que describía la estructura específica de la película e incluía el diálogo clave que era necesario para avanzar en la trama, pero dejó la mayor parte del diálogo y la interacción en manos de los participantes trabajar como improvisación.
Como se muestra en el DVD, el "engaño" se produjo incluso antes de que comenzara la fotografía, ya que varios medios de comunicación anunciaron la próxima producción como una película real. A la verosimilitud se suma el hecho de que todos los que aparecen en la pantalla son personas reales y la mayoría son, de hecho, quienes dicen ser. Por ejemplo, el director de fotografía Gabriel Beristáin y el sonidista Russell Williams II son profesionales distinguidos y conocidos que trabajaron en las producciones que nombran respectivamente en la pantalla.

## Respuesta de la crítica
Incident at Loch Ness obtuvo una calificación del 62% en Rotten Tomatoes según 47 reseñas. También recibió una puntuación de 62 en Metacritic basada en 20 críticas, lo que indica "críticas generalmente favorables".
El crítico Roger Ebert disfrutó de la película, le dio 3 estrellas de 4 y dijo: "Ver la película es un ejercicio entretenido de visualización forense, y lo insidioso es, incluso si es una estafa, quién es el estafador y quién es el ¿connee?" Kenneth Turan del Los Angeles Times lo llamó: "un divertido documental simulado que gasta considerable energía ingeniosamente tratando de hacerte creer que es tan real como puede ser".